# Dicranomyia evanescens
Dicranomyia evanescens là một loài ruồi trong họ Limoniidae. Chúng phân bố ở miền Australasia.